# فیروز بهجت‌محمدی
فیروز بهجت‌محمدی (۱۵ مرداد ۱۳۱۵ – ۲۲ دی ۱۳۷۸) بازیگر سینما، تلویزیون و تئاتر اهل ایران بود.

## زندگی
فیروز بهجت محمدی در سال ۱۳۱۵ در تبریز زاده شد. پس از پایان تحصیلات دبیرستانی در سال ۱۳۳۸ به بازیگری تئاتر روی آورد و بازی در نمایش‌های تلویزیونی و سینما را از سال ۱۳۴۸ آغاز کرد. در شهریور و مهر این سال در نمایش سُلطان مار بازی کرد. نخستین فیلمش گاو بود که به رغم کوتاه بودن نقشش، حضوری به یاد ماندنی داشت. در سال ۱۳۵۳ نیز در فیلم شازده احتجاب بازی خوبی ارائه داد. او در همین سال در فیلم کوتاه شانزده میلیمتری کتیبه (فریبرز صالح)، براساس شعری از مهدی اخوان ثالث ظاهر شد که تهیه کنندهٔ آن تلویزیون ملی ایران بود. بهجت محمدی بعدها، در سال ۱۳۶۱ نیز در فیلم کوتاه تلویزیونی صبح پیروزی (رامبد لطفی) دربارهٔ جنگ ایران و عراق بازی کرد. از فیلم‌های دیگر او می‌توان به کاروان، محصول مشترک ایران، آمریکا و آلمان نیز اشاره کرد. پس از انقلاب، در سال ۱۳۵۹ در دو فیلم به کارگردانی غلامعلی عرفان، گفت هر سه نفرشان و آقای هیروگلیف بازی کرد که به نمایش عمومی در نیامدند.

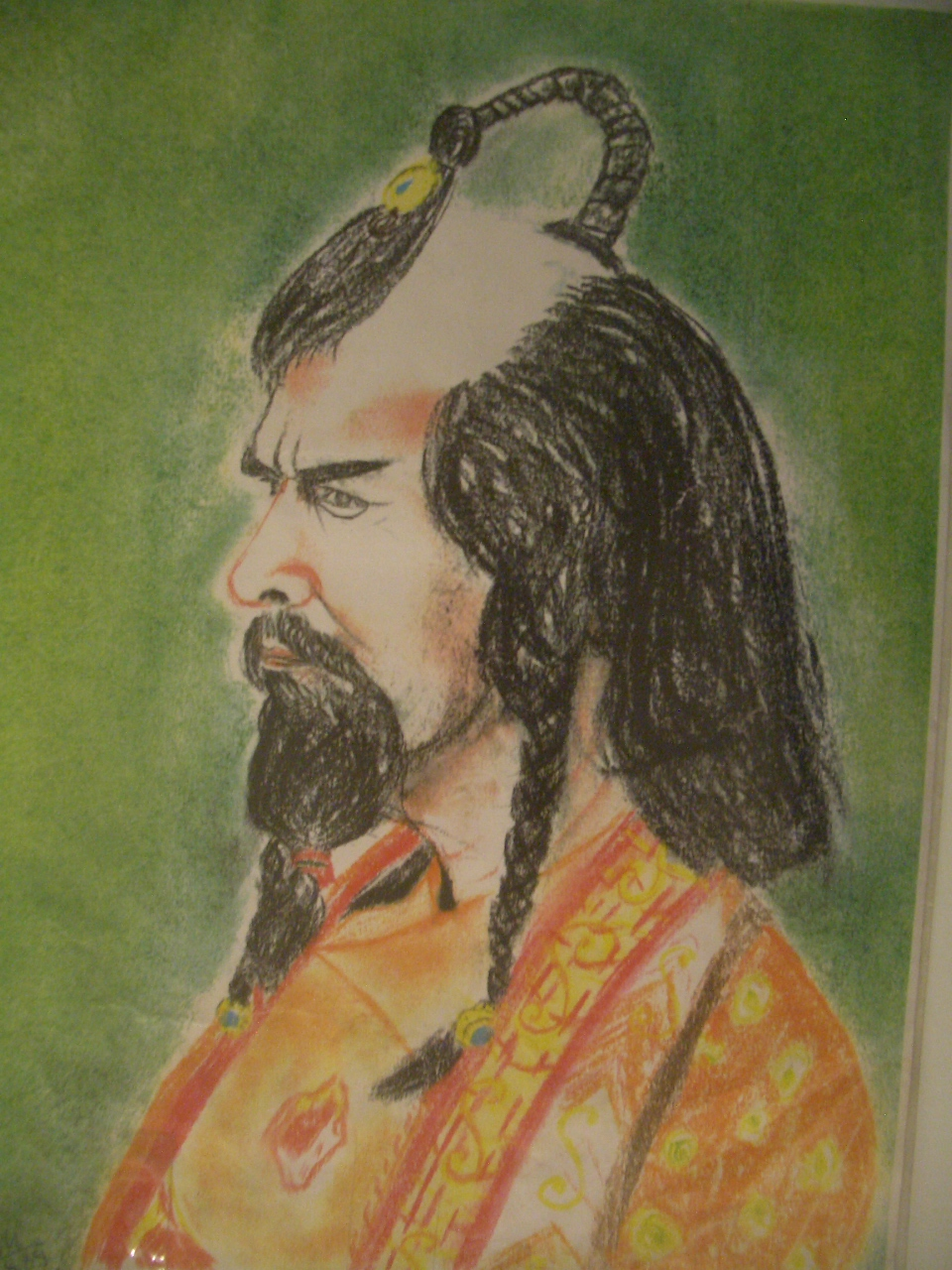
در نقش طغای (نقاشی با پاستیل)

## درگذشت
در سال ۱۳۷۸ در حین بازی در سریال نرگس به کارگردانی شاپور قریب در برنامه سیمای خانواده درگذشت و نقشش نیمه کاره ماند.

## فیلم‌شناسی

### سینمایی
- مه‌بانو (۱۳۷۸)
- بوی کافور، عطر یاس (۱۳۷۸)
- چشم‌هایش (۱۳۷۸)
- دلباخته (۱۳۷۸)
- مهره (۱۳۷۷)
- توفان شن (۱۳۷۵)
- سایه به سایه (۱۳۷۴)
- جنگ نفتکش‌ها (۱۳۷۲)
- گزل (۱۳۶۸)
- باد سرخ (۱۳۶۷)
- سال‌های خاکستر (۱۳۶۷)
- بوعلی سینا (۱۳۶۶)
- جنگل‌بان (۱۳۶۶)
- روزهای انتظار (۱۳۶۵)
- مادیان (۱۳۶۴)
- آقای هیروگلیف (۱۳۵۹)
- گفت هرسه نفرشان (۱۳۵۹)
- شازده احتجاب (۱۳۵۳)
- تجاوز (۱۳۴۹)
- گاو (۱۳۴۸)[۴]

### تلویزیونی
| سال       | نام                            | سمت    | کارگردان                                   | توضیحات |
| --------- | ------------------------------ | ------ | ------------------------------------------ | --- |
| ۱۳۷۸      | نرگس                           | بازیگر | شاپور قریب                                 | این سریال در برنامهٔ «سیمای خانواده» پخش می‌شد و نباید آن را با سریالی دیگر با همین نام، به کارگردانی «سیروس مقدم» (۱۳۸۵) اشتباه کرد. به علت مرگ ناگهانی فیروز بهجت محمدی، بازی او در این مجموعه ناتمام ماند.                             |
| ۱۳۷۷      | ماه آتش                        | بازیگر | اسماعیل میهن‌دوست                           | در دهه فجر ۱۳۷۷ از شبکه ۱ |
| ۱۳۷۷      | تله‌فیلم «جایزه»                | بازیگر | اسماعیل میهن‌دوست                           | |
| ۱۳۷۷      | تله‌فیلم «فراسوی شک»            | بازیگر | اکبر حر                                    | |
| ۱۳۷۶      | بافته‌های رنج                   | بازیگر | مجید بهشتی                                 | بر اساس رمان بافته‌های رنج نوشتهٔ علی محمد افغانی در شبکه اول تلویزیون ایران تولید شد. |
| ۱۳۷۵      | سرزمین ملائک                   | بازیگر | علی غفاری                                  | شبکه ۱ |
| ۱۳۷۴      | عیاران                         | بازیگر | کاظم بلوچی                                 | در ۱۳ قسمت |
| ۱۳۷۴      | راهیان                         | بازیگر | علی بیابانی                                | در ۹ قسمت از شبکه ۱ |
| ۱۳۷۴      | برادران خورشید                 | بازیگر | جواد شمقدری                                | این مجموعه نمایشی، روایتگر حوادث انقلاب از مقطع حادثه طبس، تا فتح خرمشهر و جنگ نفت است. از این مجموعه تلویزیونی، نسخه‌ای سینمایی به نام «توفان شن» تدوین شد که تصویرگر حملهٔ نظامیان آمریکا به ایران در سال ۱۳۵۹ و شکست در صحرای طبس است. |
| ۱۳۷۴      | سایه به سایه                   | بازیگر | علی ژکان                                   | از روی فیلمی به همین نام و در ۶ قسمت |
| ۱۳۷۳      | بهاران در بهار                 | بازیگر | غلامرضا رمضانی                             | شبکه ۲ - جزو نخستین مجموعه‌های تلویزیونی مناسبتی ماه رمضان |
| ۱۳۷۳      | جادهٔ سرنوشت                    | بازیگر |                                            | محسن شایان‌فر و محمدرضا اسکندری به ترتیب مدیر تولید و تهیه‌کننده آن هستند. |
| ۱۳۷۱      | آخرین ایستگاه                  | بازیگر | مصطفی راور حسین پهلوان‌نشان                 | در دهه فجر ۱۳۷۱ در برنامه کودک و نوجوان شبکه ۱ |
| ۱۳۷۱      | نمایشی «راز»                   | بازیگر |                                            | |
| ۱۳۶۴      | بوعلی سینا                     | بازیگر | کیهان رهگذار                               | شبکه ۲ - این مجموعه در سال ۱۳۶۶ به صورت فیلم سینمایی تدوین و اکران شد. |
| ۱۳۶۳      | سربداران                       | بازیگر | محمدعلی نجفی                               | شبکه ۱ |
| ۱۳۶۱      | تله‌فیلم «صبح پیروزی»           | بازیگر | رامبد لطفی                                 | فیلمی کوتاه دربارهٔ جنگ ایران و عراق |
| ۱۳۵۷      | تله‌تئاتر «عفریته ماچین»        | بازیگر | رضا میرلوحی                                | شبکه ۱ - لیلا فروهر، محمد مطیع، مرتضی عقیلی و … در آن ایفای نقش کردند. |
| ۱۳۵۶      | تله‌تئاتر «مهتابی برای محرومین» | بازیگر | سعید نیک‌پور                                | محمدعلی کشاورز و فخری خوروش هم در آن بازی کرده بودند. |
| ۱۳۵۶      | تله‌تئاتر «شنل»                 | بازیگر | جعفر والی                                  | شبکه ۲ |
| ۱۳۵۶–۱۳۵۷ | افسانه‌های کهن ایرانی           | بازیگر | ملک‌جهان خزاعی مروا نبیلی                   | تهیه شده برای برنامه کودک و نوجوان شبکه ۲ |
| ۱۳۵۳      | سمک عیار                       | بازیگر | محمدرضا اصلانی باربد طاهری واروژ کریم‌مسیحی | در سال ۱۳۵۴ |
| ۱۳۵۳      | تله‌تئاتر «قیمت آهن چنده؟»      | بازیگر | رضا کرم‌رضایی                               | توسط گروه هنر ملی در تلویزیون ملی ایران |
| ۱۳۵۳      | تله‌فیلم «کتیبه»                | بازیگر | فریبرز صالح                                | بر اساس شعری از مهدی اخوان ثالث |
| ۱۳۵۰      | تله‌تئاتر «سنگ و سرنا»          | بازیگر | نصرت پرتوی                                 | |
| ۱۳۵۰      | ایران در جنگ جهانی دوم         | بازیگر | جعفر توکل                                  | رفیع حالتی، محمد مطیع و حسین گیل هم در این مجموعه مستند تلویزیونی ۱۲ ساعته حضور داشتند. |
| ۱۳۴۱      | تله‌تئاتر «آتشکده»              | بازیگر | علی نصیریان                                | فرزانه تأئیدی، جمشید مشایخی، مهین شهابی و عزت‌الله انتظامی هم در این نمایش تلویزیونی بازی کرده بودند. |

### نمایش
| سال  | نام                                | سمت               | نویسنده           | کارگردان          | مکان اجرا                            | توضیحات |  |
| ---- | ---------------------------------- | ----------------- | ----------------- | ----------------- | ------------------------------------ | --- |  |
| ۱۳۷۲ | دندان گراز                         | بازیگر            | صادق هاتفی        | صادق هاتفی        | تالار سنگلج(۲۵ شهریور)               | بر اساس داستان بیژن و منیژه. عنایت بخشی و مرجانه گلچین و بیژن امکانیان نیز در آن ایفای نقش داشتند. |  |
| ۱۳۵۸ | ولد کشته                           | بازیگر            | صادق هاتفی        | صادق هاتفی        | تالار سنگلج                          | |  |
| ۱۳۵۸ | سربازها                            | بازیگر            | آرنولد وسکر       | هرمز هدایت        | تالار رودکی                          | هرمز هدایت این نمایش را یکبار سال ۱۳۵۴ در تالار دانشکده هنرهای زیبای دانشگاه تهران به اجرا درآورد. اجرای دوم نمایش در ۱۳۵۸، بدون سانسور بود.                                                                          |  |
| ۱۳۵۶ | نمایش طولانی                       | بازیگر            | منوچهر رادین      | جعفر والی         | تالار سنگلج                          | |  |
| ۱۳۵۵ | ساکت                               | بازیگر            | محمد للری         | جعفر والی         | تالار سنگلج                          | |  |
| ۱۳۵۵ | سرباز همپ                          | بازیگر            |                   | جیمز هادسن        | سعید نیکپور                          | |  |
| ۱۳۵۵ | هر پنج دقیقه، یک قاشق سوپخوری      | کارگردان و بازیگر | رفیع حالتی        | فیروز بهجت محمدی  | در تهران اجرا نشد                    | اولین بار به عنوان کارگردان. این نمایشنامه با بازی رقیه چهره‌آزاد، مهری مهرنیا، معصومه تقی‌پور، جواد خدادادی و با همکاری اداره برنامه‌های تئاتر در شهرهای استان آذربایجان به روی صحنه رفت.                               |  |
| ۱۳۵۴ | شنل                                | بازیگر            | نیکلای گوگول      | جعفر والی         | تالار سنگلج                          | نمایش تلویزیونی ۱۳۵۶ شبکه ۲ |  |
| ۱۳۵۱ | آسید کاظم                          | بازیگر            | محمود استاد محمد  | محمود استاد محمد  | تالار سنگلج                          | کار جمعیِ گروه تئاتر دیگر. از این نمایش نوارِ صوتی نیز تهیه شده بود. فیلم-نمایشِ این اجرا در ۱۲ تیرماه ۱۳۹۵ در سالن شمارهٔ ۲ پردیس چارسو روی پرده رفت.                                                                    |  |
| ۱۳۵۱ | تامارزوها                          | بازیگر            |                   | نصرت‌الله نویدی    | عباس جوانمرد                         | تالار سنگلج |  |
| ۱۳۴۹ | سنگ و سرنا                         | بازیگر            | بهزاد فراهانی     | نصرت پرتوی        | تالار سنگلج                          | |  |
| ۱۳۴۸ | سُلطان مار                          | بازیگر            | بهرام بیضایی      | عباس جوانمرد      | تالار سنگلج                          | فهیمه رحیم‌نیا در نقش خانم نگار، اجرا در شهرستان‌های قزوین، رشت، رامسر، ساری، گرگان، مشهد |  |
| ۱۳۴۷ | ناقالدی                            | بازیگر            | عباس جوانمرد      | کاخ جوانان غربی   |                                      | |  |
| ۱۳۴۶ | شاه عباس و مرد پاره‌دوز             | بازیگر            | پرویز صیاد        | عزت‌الله انتظامی   | تالار سنگلج                          | داستانی از زندگی یک انسان در تب و تاب زندگی پرهیاهوی قرن بیستم. |  |
| ۱۳۴۶ | قهرمانان گمنام                     | بازیگر            | شهباز ذوالریاستین | شهباز ذوالریاستین | تالار سنگلج                          | محمدعلی کشاورز، مهین شهابی، پرویز فنی‌زاده، اسماعیل داورفر، قدرت‌الله شروین و … نیز در این نمایش نقش ایفا کرده‌اند. |  |
| ۱۳۴۵ | سگی در خرمن جا                     | بازیگر            | درویش ۲           | نصرت‌الله نویدی    | عباس جوانمرد                         | تالار سنگلج |  |
| ۱۳۴۵ | اسب سفید                           | بازیگر            | رکن‌الدین خسروی    | رکن‌الدین خسروی    |                                      | این نمایش در پائیز ۱۳۴۵ توسط گروه هنرمندان وزارت فرهنگ و هنر از جمله فرزانه تأییدی، جمیله شیخی، محمد علی کشاورز و دیگران برای سربازانِ مشغول به خدمت در نقاط مختلف کشور به روی صحنه رفته.                              |  |
| ۱۳۴۴ | غروب در دیاری غریب و قصه ماهِ پنهان | بازیگر            | بهرام بیضایی      | عباس جوانمرد      | فستیوال تئاتر ملل سارا برنارد فرانسه | ۱۳۵۲ جشنواره تئاتر جهان سوم شیراز |  |
| ۱۳۴۴ | پهلوان اکبر می‌میرد                 | بازیگر            | بهرام بیضایی      | عباس جوانمرد      | جشنواره تئاتر ملی ایران              | اجرای خارج از کشور: ۱۳۴۵ فستیوال تئاتر ملل سارا برنارد فرانسه |  |
| ۱۳۴۳ | رسمِ زمانه عوض نمی‌شه                | بازیگر            | جمال میرصادقی     | عباس جوانمرد      | تلویزیون ایران                       | این نمایش توسط بازیکنان گروه هنر ملی در تاریخ ۱۰ آذر ۱۳۴۳ در تلویزیون ایران به صورت زنده اجرا شد. فیروز بهجت محمدی پس از این اجرا به عضویت گروه درآمد.                                                                |  |
| ۱۳۴۰ | پایانِ آهنگ                         | دستیار کارگردان   | ویلیس هال         | عباس مغفوریان     | تالار فرهنگ تهران                    | این نمایش توسط گروهی از هنرمندان ادارهٔ هنرهای دراماتیک منجمله علی نصیریان، اسماعیل شنگله، پرویز کاردان، جمشید مشایخی، اسماعیل داورفر و دیگران و به دعوتِ شرکت ملی نفت ایران در آبادان و مسجد سلیمان نیز به اجرا درآمد. |  |